# Hands (песня Майка Перри)
"Hands" - песня шведского диджея Майка Перри, британской группы The Vamps и американской певицы Сабрины Карпентер. Она была выпущена 19 мая 2017 года лейблами DF Records и Sony Music. Песня была написана Брэдом Симпсоном, Коннором Боллом, Тристаном Эвансом, Джеймсом Маквеем, Джорджем Тиззардом, Риком Паркхаусом, Сэмюэлем Престоном, Рэйчел Фернер, Микаэлем Перссоном, Дмитрием Вангелисом и Андреасом Виманом и спродюсирована Red Triangle, Перссоном, Вангелисом и Виманом. В лирическом плане песня в стиле дип-хаус, поп и тропикал-хаус рассказывает о том, как думать о человеке, с которым вы хотите вступить в физический контакт. Это был третий сингл с их третьего студийного альбома Night & Day (ночное издание) (2017).

## Предыстория и запись
Песня была описана как "оптимистичная, с необъяснимой энергией".
В первый раз, когда Карпентер использовала ненормативную лексику в песне, слово "дерьмо" в одном из ее куплетов было неправильно понято. Изначально в тексте песни была написана "Shirt", но Карпентер спела вместо нее "shit", так как она не видела текст, а только слышала демо. Джеймс Маквей из The Vamps рассказал ей о тексте только после выхода песни. На вопрос Карпентера о том, почему это слово было "рубашка", Маквей ответил: "Ну, в первом куплете говорится: "брось это платье на пол", поэтому она бы сказала: "оставь свою рубашку у двери"".
Песня была написана в 2017 году Брэдом Симпсоном, Коннором Боллом, Тристаном Эвансом, Джеймсом Маквеем, Джорджем Тиззардом, Риком Паркхаусом, Сэмюэлем Престоном, Рэйчел Фернер, Микаэлем Перссоном, Дмитрием Вангелисом и Андреасом Виманом и спродюсирована Red Triangle, Перссоном, Вангелисом и Виманом. Вокалистами песни являются Симпсон и Сабрина Карпентер. Песня была сведена и записана Перссоном, а мастерингом занимался Дик Битэм на студии 360 Mastering в Лондоне. На бас-гитаре играли Болл и Паркхаус, а на барабанах - Эванс. Паркхаус записал трек и предоставил дополнительные вокальные партии Фернеру, Тиззарду и Престону. Фернер и Престон хлопали в ладоши, а Тиззард играл на фортепиано. Тиззард и Маквей играют на гитаре в треке.

## Живые выступления
Песня была исполнена The Vamps во время их тура Middle of the Night вместе с Карпентером, который гастролировал вместе с ними в качестве группы поддержки.

## Кредиты и персонал

### Запись и менеджмент
- Мастеринг в студии 360 Mastering (Лондон, Великобритания)

- Global Talent Publishing, Warner/Chappell Music Publishing, B-Unique/Spirit Publishing, Universal/Jem Music Publishing, Global/Spirit Publishing, Ten Music Publishing, контроль авторских прав

### Персонал
- Брэд Симпсон – вокал, автор песен

- Сабрина Карпентер – вокал

- Коннор Болл – автор песен, бас-гитара

- Тристан Эванс – автор песен, ударные

- Джеймс Маквей – автор песен, гитара

- Джордж Тиззард – автор песен, гитара, фортепиано, дополнительный вокал

- Рик Паркхаус – автор песен, бас-гитара, программирование, дополнительный вокал

- Сэмюэл Престон – автор песен, хлопки, дополнительный вокал

- Рэйчел Фернер – автор песен, хлопки, дополнительный вокал

- Микаэль Перссон – автор песен, продюсирование, сведение, запись

- Дмитрий Вангелис – автор песен, продюсирование

- Андреас Виман – автор песен, продюсирование

- Red Triangle – продюсирование

- Дик Битэм – мастеринг

Титры взяты из аннотации к альбому "Night & Day" (Night Edition).